# Leichtathletik-Weltmeisterschaften 2019/Teilnehmer (Tansania)
| Gelbes Symbol für Goldmedaillen mit stilisierten Olympischen Ringen | Graues Symbol für Silbermedaillen mit stilisierten Olympischen Ringen | Braundes Symbol für Bronzemedaillen mit stilisierten Olympischen Ringen |
| ------------------------------------------------------------------- | --------------------------------------------------------------------- | ----------------------------------------------------------------------- |
| —                                                                   | —                                                                     | —                                                                       |

Der Leichtathletikverband von Tansania nahm an den Leichtathletik-Weltmeisterschaften 2019 in Doha teil. Vier Athleten wurden vom tansanischen Verband nominiert.

## Ergebnisse

### Frauen

#### Laufdisziplinen
| Athletin             | Disziplin | Vorlauf | Vorlauf | Halbfinale | Halbfinale | Finale | Finale |
| Athletin             | Disziplin | Zeit    | Platz   | Zeit       | Platz      | Zeit   | Platz  |
| -------------------- | --------- | ------- | ------- | ---------- | ---------- | ------ | ------ |
| Failuna Abdi Matanga | Marathon  |         |         |            |            | DNF    | DNF    |

### Männer

#### Laufdisziplinen
| Athlet                | Disziplin | Vorlauf | Vorlauf | Halbfinale | Halbfinale | Finale    | Finale |
| Athlet                | Disziplin | Zeit    | Platz   | Zeit       | Platz      | Zeit      | Platz  |
| --------------------- | --------- | ------- | ------- | ---------- | ---------- | --------- | ------ |
| Stephano Gwandu Huche | Marathon  |         |         |            |            | DNF       | DNF    |
| Alphonce Simbu        | Marathon  |         |         |            |            | 2:13:57 h | 16     |
| Augustino Paulo Sulle | Marathon  |         |         |            |            | DNF       | DNF    |